# Hanna Nogaj
Hanna Nogaj (ur. ?) – polska lekkoatletka, skoczkini w dal.
Srebrna medalistka zimowych mistrzostw Polski w skoku w dal (1947).

## Rekordy życiowe
- Bieg na 60 metrów – 8,5 (1946)[1]
- Bieg na 100 metrów – 13,7 (1946)[1]
- Skok w dal – 4,80 (1950)[1]
- Skok wzwyż – 1,30 (1946)[1]